# Le Sillon
Pour les articles homonymes, voir Sillon.
Le Sillon était un mouvement politique et idéologique français fondé en 1898 par Marc Sangnier (1873-1950). Il vise à rapprocher le catholicisme de la République, en s'offrant aux ouvriers comme remplacement aux mouvements de la gauche anticléricale et matérialiste.

## Histoire
En 1891, le pape Léon XIII prône une ouverture de l’Église sur la société dans son encyclique Rerum Novarum. C’est dans la brèche ouverte par cette politique de ralliement de l’Église à la République que naît, en 1898, Le Sillon, et la revue du même nom,, créée par Paul Renaudin, puis dirigée par Marc Sangnier.
D'abord journal philosophique, Le Sillon devient à partir de 1899 un vaste mouvement destiné à réconcilier les ouvriers et le christianisme. Parallèlement, il organise des cercles d'études sur le principe de l'enseignement mutuel, ouverts à toutes les classes sociales, dans l'idée de former une nouvelle élite, et crée le mouvement de la « Jeune Garde » (1901). Le Sillon dispose d'un journal hebdomadaire, L'Éveil démocratique, tiré à 50 000 exemplaires. Ni parti ni ligue, le Sillon est avant tout une amitié réunie autour d'un chef charismatique, « Marc », homme d'action et de foi plus que penseur, doté d'un pouvoir de séduction peu commun. Son choix de la démocratie lui semble le seul moyen de faire vivre sa religion. Il conquiert par son éloquence, mais aussi par les procédés modernes de la propagande – slogans, insignes, uniformes, mises en scène – qui parlent plus aux sens qu'à la raison. Aussi les membres de la Jeune Garde sont-ils intronisés, après un stage de plusieurs mois, par un cérémonial dans la crypte de la basilique de Montmartre, tels des chevaliers des temps modernes. Le Sillon fédère puis intègre en 1905 les nombreux « cercles d'études catholiques », où jeunes et prêtres discutent de religion, de société. L’ambiance est nouvelle : la vérité ne tombe pas du haut, de l’institution, c’est l’échange qui prime. Le mouvement rassemble jusqu'à 25 000 personnes. À cette époque, le Sillon bénéficie de l'appui du pape Pie X et de l'épiscopat français.
Cependant trop moderniste et républicain par rapport au reste de l’Église, traumatisée en 1905 par la loi de séparation de l'Église et de l'État, le mouvement est de plus en plus critiqué, notamment parce qu’il affirme l’autorité des chrétiens sur l’Église et non celle du pape et des évêques. Le Sillon est finalement condamné par la lettre pontificale du 25 août 1910 Notre charge apostolique,  et, accusé de « modernisme social », le mouvement se dissout de lui-même. Plus précisément, Pie X reproche aux « chefs du Sillon » ceci : « [Ils] placent l’autorité dans le peuple ou la suppriment à peu près et prennent comme idéal à réaliser le nivellement des classes. Ils vont donc, au rebours de la doctrine catholique. ».
En 1912, Marc Sangnier fonde la Ligue de la jeune République dans le prolongement de ce catholicisme social.

## Idées
« Le Sillon a pour but de réaliser en France la république démocratique. Ce n’est donc pas un mouvement catholique, en ce sens que ce n’est pas une œuvre dont le but particulier est de se mettre à la disposition des évêques et des curés pour les aider dans leur ministère propre. Le Sillon est donc un mouvement laïque. »

— Marc Sangnier, La Croix, 1905